# Jules Lagneau
Jules Lagneau (Metz, 8 augustus 1851 - Parijs, 22 april 1894) was een Frans filosoof, die zich voornamelijk bezighield met epistemologie en psychologie. Beïnvloed door auteurs zoals Jules Lachelier, verdedigde Lagneau een vorm van neokantianisme en idealisme. Zijn werk wordt ook wel gezien als het vertrekpunt van de reflexieve methode (analyse réflexive).

## Reflexieve methode
Lagneau focuste in zijn werk op de grondslagen van de kennis en psychologie. In zijn werk is de eerste expliciete verwoording van de reflexieve methode (vaak ook bekend als analyse réflexive) terug te vinden. Deze methode vertrekt van de aanname dat men de aard van het denken überhaupt kan achterhalen via een innerlijke reflectie op dit denken. Lagneau sprak ook wel van een natuurlijke historie van de ziel:
De methode [van de psychologie] is de reflexieve analyse [analyse réflexive], dat wil zeggen het zoeken naar de innerlijke natuur van gedachten en de redelijkheid van deze natuur. Haar voorwaarde is de opdeling van psychische feiten in hun onmiddellijke elementen [...] Deze analyse heeft tot doel de statische wetten of logische vormen van het denken, dat wil zeggen de formele elementen, alsook de materiële elementen die eruit voortkomen te begrijpen [...]. Deze methode is zowel experimenteel door zijn uitgangspunt dat in de observatie ligt, als rationeel door zijn eigen natuur.— Jules Lagneau, Fragments.
Deze methode, die ook deels ontwikkeld werd door Jules Lachelier, heeft invloed gehad op latere Franse filosofen, zoals Alain, Léon Brunschvicg en Paul Ricoeur.